# 桐生真弥
桐生 真弥（きりゅう まひろ、1993年7月13日 - ）は、日本の女性プロレスラー。群馬県太田市出身。東京女子プロレス所属。血液型A型。

## 経歴
- Amazonプライムビデオで放映されていたDDTの番組『ぶらり路上プロレス』を見てプロレスに興味を持ち、東京女子プロレスの練習生となり群馬から東京の道場へ通う。

2018年
- 7月8日、両国KFCホール大会にて練習生マヒロ（仮）として紹介される。

2019年
- 怪我などもあり同期5人の中でも遅れを取ったが、9か月間の練習生期間を経てデビューが決定、リングネームが桐生真弥となる[3]。
- 2月23日、新宿FACE「Be updated to the future, the future, the future」大会第3試合の桐生真弥＆うなぎひまわりvs中島翔子＆白川未奈戦でデビュー[4]。
- 10月13日、大阪世界館「フォールツアー'19～BEST REGARDS！～」大会で鈴芽よりシングル初勝利。

2020年
- 12月6日、成増アクトホール「フォールツアー'20～WOMM（レスリング・オブ・マイ・マインド）～」大会で上福ゆきの持つインターナショナル・プリンセス王座に挑戦するも奪取ならず。

2021年
- 1月4日、後楽園ホール「東京女子プロレス '21」大会で上福ゆきとの東洋大タッグで爆れつシスターズの持つプリンセスタッグ王座に挑むが、桐生がフォールを取られ奪取ならず。

2022年
- 3月6日、自身のtwitterにてえきねっとのログイン促進メールを模したフィッシングメールを紹介したところ3万リツイート[5]されネットニュースにも取り上げられた[6][7]。

## 人物
- 元々はOLをしていたが、退職し東京女子プロレスに入団。OL時代は会社の公式アカウントの「中の人」をやっていた。
- 上福ゆきとは東洋大学の同期かつ同年齢。しかしキャンパスと生活スタイルの相違により接点はなく[8]、プロレスラーとしてキャリアが上な上福に対して先輩として接している。
- ハイパーミサヲが自身の戦闘用自転車である「ハイパミ・ドラマティック・ドリーム号」を使うさい、セコンドで会場内にいると必ず巻き込まれ一緒に轢かれるのが恒例となっている。
- 猫を飼っている。猫の名は「ちどり」。
- ゲームと料理系漫画が好き。ネット文化に明るく、OPENRECやYouTubeでは配信者さながらのゲーム実況・雑談を行なっている。
- 趣味は麻雀。
- 声優の阿座上洋平とは高校の演劇部の先輩後輩。
- 海外サッカーファンであり、自らのコスチュームの色づかいもシャルケ04（ブンデスリーガ）のホームカラーに準じている。

## 得意技
スパインバスター
フィニッシャーとして使用。
河底撈魚(ホウテイラオユイ)
サイドバスター。技名は麻雀の役から。
逆エビ固め
ランニング・エルボー
片品渓谷
自らの両手をクラッチした状態で放つエルボー・ドロップ。技名は群馬県沼田市の地名から。
ドロップキック
謝罪式ダブルニードロップ
うつぶせに倒れた相手の上で正座し、自分またはタッグパートナーの所業を土下座で謝罪したのちに両手をマットについて一度膝を伸ばし、再度折り畳んだ両膝を相手の背中に落とす。

## 入場曲
Dreadnought
作曲：マサキ
タイトルはユン・ピョウ主演映画「ツーフィンガー鷹」の原題から。